# Gerald Wallace
Gerald Jermaine Wallace (Sylacauga, Alabama, SAD, 23. srpnja 1982.) je američki košarkaš. Trenutačno nastupa za NBA momčad Brooklyn Netse. Izabran je u 1.krugu (25.ukupno) NBA drafta 2001. od strane Sacramento Kingsa. 

## Vanjske poveznice
- NBA.com